# گرگ حیدرآباد
گرگ حیدرآباد، روستایی از توابع بخش نصرت‌آباد شهرستان زاهدان در استان سیستان و بلوچستان ایران است.

## موقعیت جغرافیایی
این روستا در کنار بزرگراه زاهدان - بم در کویر حاشیه دشت لوت قرار دارد. فاصله آن با زاهدان ۱۵۲ کیلومتر و با نصرت آباد ۵۶ کیلومتر است.